# Zagrađe (Gornji Milanovac)
Pour les articles homonymes, voir Zagrađe.
Zagrađe (en serbe cyrillique : Заграђе) est un village de Serbie situé dans la municipalité de Gornji Milanovac, district de Moravica. Au recensement de 2011, il comptait 384 habitants.

## Démographie
| 1948  | 1953  | 1961  | 1971 | 1981 | 1991 | 2002 | 2011 |
| ----- | ----- | ----- | ---- | ---- | ---- | ---- | ---- |
| 1 059 | 1 051 | 1 029 | 878  | 808  | 616  | 493  | 384  |

|  |